# Cuartel de San Fernando
El Cuartel de San Fernando  es un antiguo cuartel de la ciudad española de Melilla, situada en la zona oeste del Tercer Recinto Fortificado de Melilla la Vieja y que, por lo tanto, forma parte del Conjunto Histórico Artístico de la Ciudad de Melilla, un Bien de Interés Cultural.

## Historia
En su ubicación existía una tapia que en 1604 contaba con una torre redonda y otra cuadrada que sufrió diversas reparaciones en 1636, entre 1656 y 1659, entre 1669 y 1674, entre 1677 y 1678, entre 1680 y 1682, en 1691 y en 1694.
Estas edificaciones son derribadas para construir el edificio actual entre 1721 y 1722, con el fin de acoger la tropa, armamento, útiles, étcetera. Con la Batería de San Fernando sobre esta, en la que entre 1847 y 1867 se construye el Cuartel del Batallón Disciplinario, derribado actualmente.

## Descripción
Está compuesto de cinco bóvedas dispuestas en paralelo y cada una con su entrada, construidas en piedra de la zona para los muros y ladrillo macizo para los arcos y bóvedas de rosca a prueba de bomba, con comunicaciones entre ellas de época reciente. Sobre ellas se sitúa la Batería de San Fernando.
Actualmente tras ser restaurado alberga diversas entidades socioculturales, entre ellas, la Hermandad del Rocío de Melilla y el grupo Scout El Carmen.